# 以你为名的翅膀
《以你為名的翅膀》，是日本樂團可苦可樂的第13張單曲。2006年7月26日發行。

## 簡介
前作《櫻花》約8個月之後發行。出道後第13張單曲。
《以你為名的翅膀》是由速水直道主演的朝日電視台週五晚間九點連續劇《水漾青春》的主題曲，是可苦可樂專門為這部劇所寫的歌曲。
是可苦可樂的第4首電視劇主題曲，從《只在這裡盛開的花》直到這個單曲，連續三首為電視劇主題曲的單曲。

## 收錄曲目
全作詞、作曲：小淵健太郎：編曲：可苦可樂
1. 以你為名的翅膀（君という名の翼）
朝日電視台電視劇《水漾青春》的主題曲
2. 邁向你的道路（あなたへと続く道）
電影《椿山課長之七日間》的主題曲
3. 以你為名的翅膀（Instrumental）
4. 邁向你的道路（Instrumental）

## 外部連結
- 以你為名的翅膀（页面存档备份，存于）